# تل صافی

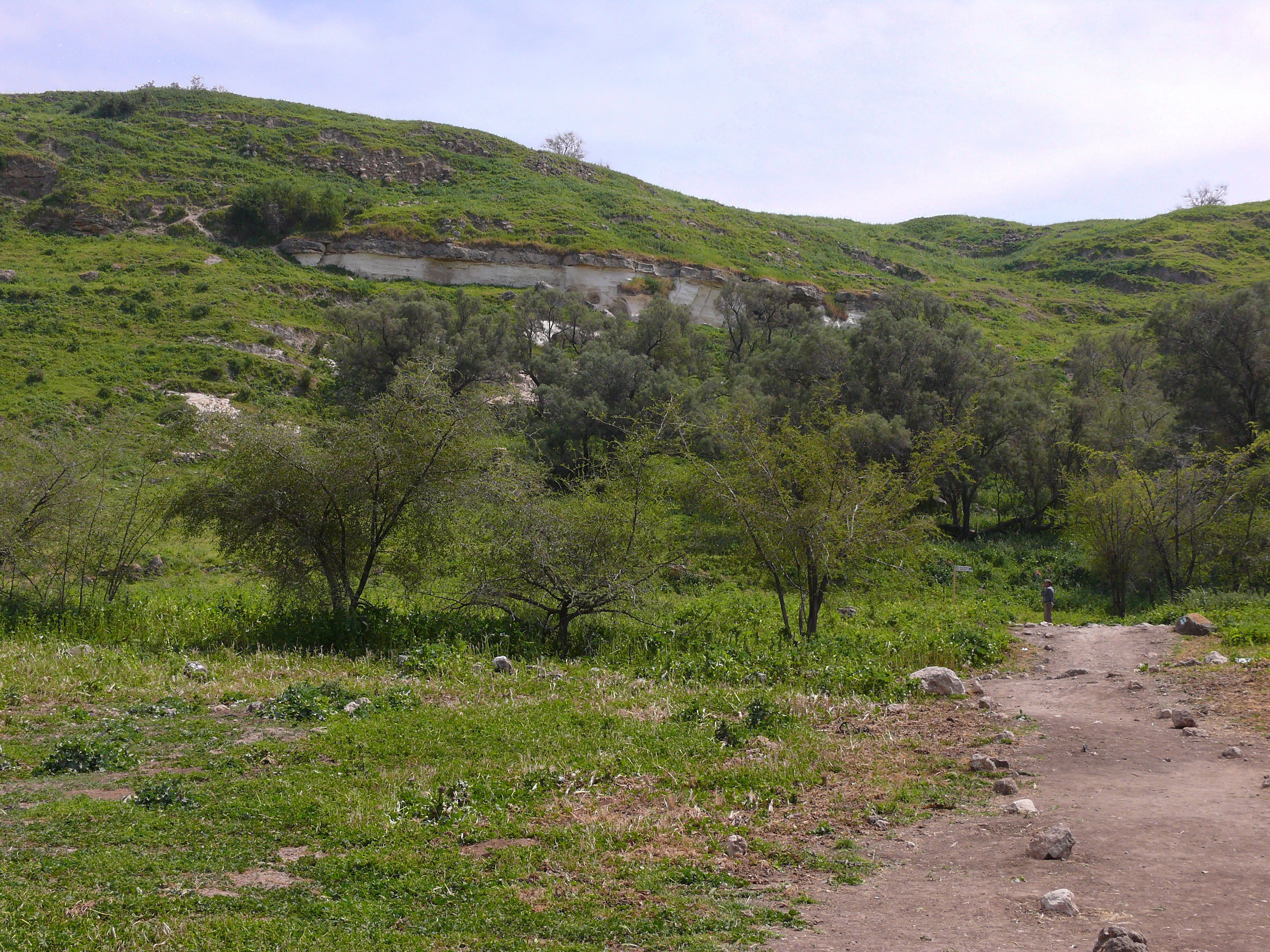

تل صافی، یک روستای ویرانه در اراضی فلسطین است که در شمال غربی استان الخلیل در ۲۶ کیلومتری مرکز شهر واقع شده‌است. این روستا در ۹ ژوئیه ۱۹۴۸ به عنوان بخشی از عملیات In-Far توسط تیپ گیواتی اشغال و ویران شد. جمعیت تل صفی در سال ۱۹۲۲ حدود ۶۴۴ نفر بوده‌است. تعداد آنها در سال ۱۹۳۱ به ۹۶۵ نفر (۲۰۸ خانوار) افزایش یافت. جمعیت در سال ۱۹۴۵ حدود ۱۲۹۰ نفر برآورد می‌شد.
گیاهان وحشی اطراف این محل را پوشانده‌اند و تعدادی نخل و زیتون در سرتاسر این منطقه پراکنده هستند. علاوه بر این، بقایای یک چاه و دیوارهای یک استخر در حال فرو ریختن وجود دارد. کشاورزان اسرائیلی مرکبات ، آفتابگردان و غلات در زمین‌های اطراف می‌کارند. در زمین‌های این روستا هیچ گونه شهرک سازی توسط دولت اسرائیل انجام نشده‌است.